# Marco Gurtner
Marco „Güschä“ Gurtner (* 1993 in Thun) ist ein Schweizer Slam-Poet und Musiker. Zudem hostet er die Podcasts "Übertribe mit Stiu" und "Herrgöttli Panaschiert".

## Slam Poetry
Seit 2012 tritt Marco Gurtner im deutschsprachigen Raum auf. Im Jahr 2019 wurde er Poetry Slam Schweizermeister.

### Lesen für Bier
Marco Gurtner ist der Initiator von Lesen für Bier in seiner Heimatstadt Thun. Seit 2018 führt er die Literaturveranstaltung mit jeweils einem anderen Gast primär in der Mundwerk Kulturbar durch. In unregelmässigen Abständen gibt es auch ein „Special“ und das Format wird mit mehreren Gästen und Musik ergänzt.

### Thun ist Nirgends
2013 gründete Marco Gurtner zusammen mit den zwei Slam Poeten Remo Rickenbacher und Michael Frei und den zwei Musikern Jan Dintheer und Steven Wyss das Spoken-Word-Quintett, dessen Name sich an die Autorengruppe Bern ist überall anlehnt.